# Zbigniew Dondziłło
Zbigniew Dondziłło (ur. 22 lutego 1934 w Ostrej Górze, zm. 4 września 2000) – polski lekkoatleta, biegacz średniodystansowy, trener lekkoatletyczny, działacz sportowy.

## Życiorys
W młodości reprezentował barwy białostockich klubów lekkoatletycznych; Ogniwa, Sparty oraz Jagiellonii, jego najlepsze wyniki na mistrzostwach Polski seniorów to 7. miejsce w biegu na 1500 m w 1956 i 8. miejsce w biegu na 800 m w 1958.
Po zakończeniu kariery sportowej został trenerem lekkoatletów Jagiellonii Białystok. Jego zawodniczkami były m.in. przyszła 2-krotna rekordzistki świata Krystyna Kacperczyk, specjalistka w biegach przełajowych i biegach średnich Teresa Jędrak. W latach 1957–1959 był prezesem Białostockiego OZLA, w latach 1992–2000 prezesem Podlaskiego OZLA.
Jego imieniem w Białymstoku jest nazwany rozgrywany cyklicznie memoriał lekkoatletyczny dla młodzieży szkół ponadgimnazjalnych w ramach mistrzostw województwa podlaskiego.
Rekordy życiowe:
| Konkurencja                     | Data i miejsce               | Wynik  |
| ------------------------------- | ---------------------------- | ------ |
| bieg na 800 metrów              | 2 lipca 1961, Poznań         | 1.53,2 |
| bieg na 1000 metrów             | 12 sierpnia 1959, Olecko     | 2.29,0 |
| bieg na 1500 metrów             | 1 października 1956, Zabrze  | 3.52,0 |
| bieg na 400 metrów przez płotki | 9 października 1966 Warszawa | 56,4   |